# Coprosma savaiiensis
Coprosma savaiiensis là một loài thực vật có hoa trong họ Thiến thảo. Loài này được Rech. mô tả khoa học đầu tiên năm 1909.